# Sphecodes nippon
Sphecodes nippon là một loài Hymenoptera trong họ Halictidae. Loài này được Meyer mô tả khoa học năm 1922.